# Igrzyska Małych Państw Europy 1997

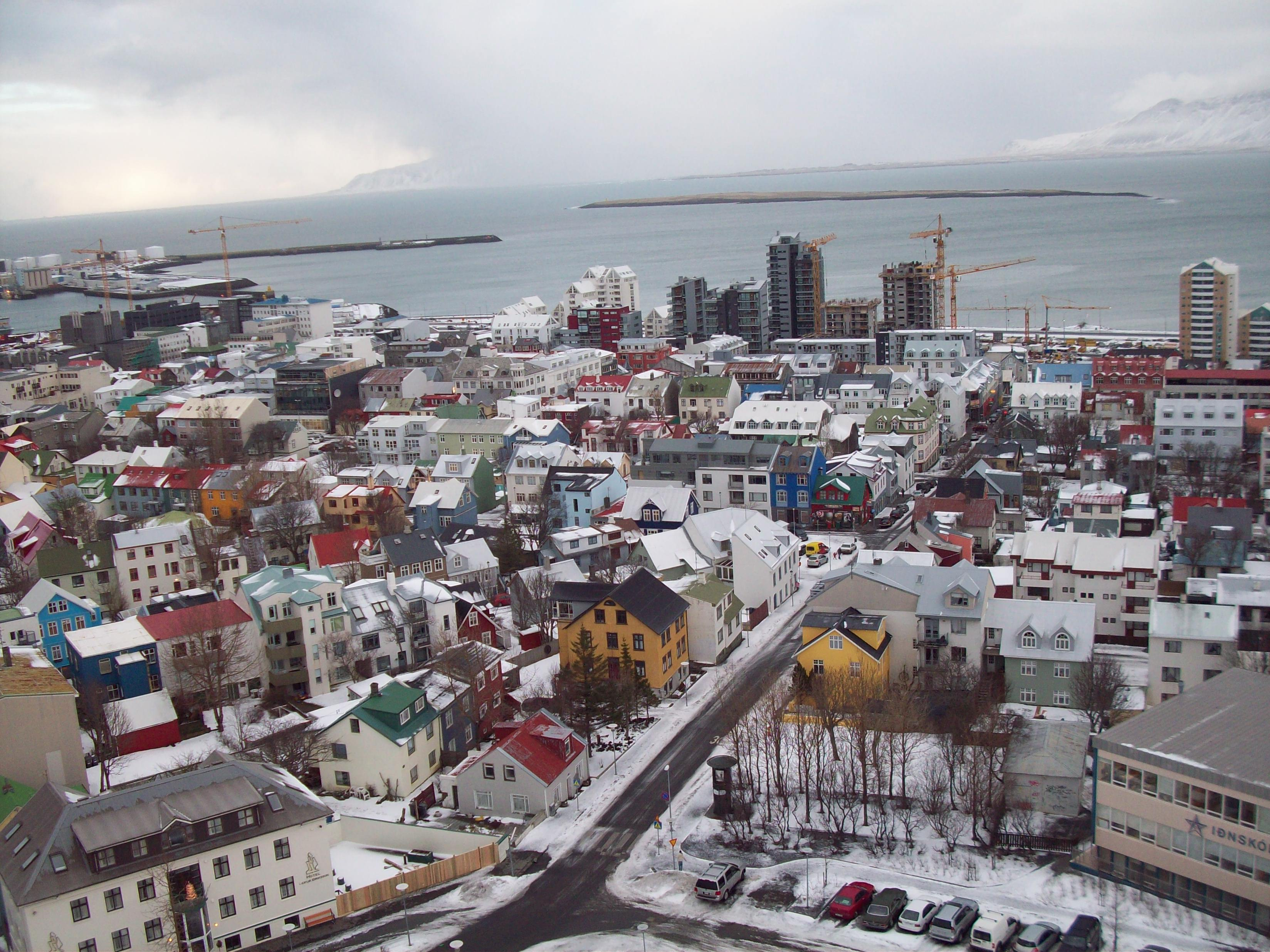
Reykjavík

7. Igrzyska Małych Państw Europy – siódma edycja igrzysk małych krajów została zorganizowana w Reykjavíku na Islandii. 

## Klasyfikacja medalowa
| Klasyfikacja medalowa | Klasyfikacja medalowa | Klasyfikacja medalowa | Klasyfikacja medalowa | Klasyfikacja medalowa | Klasyfikacja medalowa |
| --------------------- | --------------------- | --------------------- | --------------------- | --------------------- | --------------------- |
| Pozycja               | Kraj                  | Złoto                 | Srebro                | Brąz                  | Suma                  |
| 1                     | Islandia              | 33                    | 32                    | 32                    | 96                    |
| 2                     | Cypr                  | 30                    | 25                    | 14                    | 68                    |
| 3                     | Monako                | 7                     | 6                     | 14                    | 27                    |
| 4                     | Malta                 | 5                     | 10                    | 12                    | 27                    |
| 5                     | San Marino            | 3                     | 5                     | 11                    | 19                    |
| 6                     | Andora                | 3                     | 5                     | 10                    | 18                    |
| 7                     | Luksemburg            | 4                     | 3                     | 9                     | 16                    |
| 8                     | Liechtenstein         | 2                     | 3                     | 3                     | 8                     |